# Racism without Racists
Racism without Racists: Color-Blind Racism and the Persistence of Racial Inequality in the United States  est un livre d'Eduardo Bonilla-Silva, professeur de sociologie à l'Université Duke. Il traite de la contradiction entre la cécité à la couleur de peau revendiquée par la plupart des Blancs aux États-Unis, et la persistance d'un système d'inégalités raciales ; il présente le concept de racisme daltonien. Il a été initialement publié par Rowman & Littlefield en 2003 et a depuis été republié quatre fois, le plus récemment en juin 2017. La quatrième édition a été publiée peu après l'élection de Barack Obama, et comprend un nouveau chapitre sur ce que Bonilla-Silva appelle«  le nouveau racisme ». L'ouvrage a reçu des critiques positives dans Science & Society, Urban Education, Educational Studies et Multicultural Perspectives.

## Analyse
Alors que l'avènement de Barack Obama à la présidence des États-Unis a pu laisser croire à l'émergence d'une société dite post-racialiste voyant la disparition des inégalités raciales, celles-ci semblent au contraire s'être accrues, comme en témoigne plusieurs signaux : les inégalités économiques croissantes dont le plus fort taux d'expulsions auxquelles ont été confrontés Noirs et Latinos après la crise des Subprimes, et un rapport de patrimoine passé de 4 à 6 entre les deux groupes ;  l'incarcération croissante et massive de la population afro-américaine, majoritaire dans les prisons (58 %) pour une population représentant le quart de la population totale, dont l'aspect discriminatoire est illustré par le déséquilibre des contrôles policiers (exemple : 42 % de contrôle et 73 % des arrestations visant les Afro-américains sur une autoroute alors que seuls 15 % des automobilistes appartiennent à des minorités raciales) ; et surtout, les cas de Noirs tués par des policiers pour des motifs futiles se sont multipliés, menant à la création du mouvement  Black Lives Matters. Enfin, les tensions raciales s'accroissent avec les tentatives répétées et réussies des conservateurs de porter atteinte au principe de « preclearance » exigeant un accord préalable du gouvernement fédéral avant toute modification d'une loi électorale— un acquis du  Voting Rights Act obtenu en 1965 — ou encore avec les multiples attaques contre la discrimination positive, un autre acquis du mouvement des droits civiques.
Ainsi si « les données suggèrent que les attitudes racistes proprement dites sont en voie de disparition », et si « selon le sociologue Eduardo Bonilla-Silva, alors que dans les années 1940 une majorité des blancs soutenaient le principe de la ségrégation raciale, ils n’étaient plus qu’un quart à le faire à partir de 1970 » ,  la croissance des inégalités montre le caractère paradoxal d'un nouvel ordre racial. Pour lui, ce nouveau racisme «  s’appuie non pas sur des préjugés raciaux explicites (« les Noirs sont intellectuellement inférieurs »), mais sur des cadres cognitifs apparemment neutres  », dont la supposée cécité à la couleur de peau,  « qui renforcent néanmoins la hiérarchie raciale, comme le libéralisme abstrait (la primauté de l’individu, la croyance à l’égalité des chances) et le racisme culturel (« les Noirs ne font pas assez d’efforts pour améliorer leur sort », etc.) » Ensuite, ce « racisme neutre » ou racisme daltonien serait  « structurel plutôt qu’affectif : il dépend moins de la stigmatisation des minorités, que d’arrangements tendant à préserver le statut de la race privilégiée ».